# アーロン・ヴェナブル・ブラウン
アーロン・ヴェナブル・ブラウン（Aaron Venable Brown, 1795年8月15日 - 1859年3月8日）は、アメリカ合衆国の政治家。1845年から1847年まで第13代テネシー州知事を、1857年から1859年まで第20代アメリカ合衆国郵政長官を務めた。

## 生涯
1795年8月15日、ブラウンはバージニア州で生まれた。ブラウンは1814年にノースカロライナ大学チャペルヒル校を卒業した。ブラウンはジェイムズ・ポークとともに弁護士業を営んだ。ブラウンは1821年から1827年までテネシー州上院議員を務めた。ブラウンは1831年から1835年までテネシー州下院議員を務めた。ブラウンは1839年から1845年までアメリカ合衆国下院議員を3期務めた。ブラウンは1845年に民主党からテネシー州知事に選出された。
米墨戦争が開戦したとき、ときの大統領ジェームズ・ポークは旧友ブラウンに支援を要請した。ブラウンは州知事として、2600人の志願兵を募集した。このブラウンに募集に対して、およそ3万人が応えた。これによりテネシー州は好評を獲得し、「志願兵の州」として知られるようになった。
1847年、ブラウンはテネシー州知事の再選に失敗した。ブラウンはその後しばし州政を離れたが、1850年にナッシュビルのマクスウェル・ハウスで開催されたナッシュビル会議で代表を務めた。この会議は、サウスカロライナ州外において公然と連邦離脱に関する議論が交わされた、最初の会議であった。幾人かの歴史家は後に、この会議が1850年の妥協を誘発したと考えた。
ブラウンは1852年の民主党全国大会でテネシー州代表を務め、フランクリン・ピアーズを民主党の大統領候補に推挙した。ブラウンは敬虔な民主党員として活動した。1857年3月4日にジェームズ・ブキャナンが大統領に着任すると、ブラウンの活動が讃えられ、郵政長官として選出された。
1859年3月8日、ブラウンは郵政長官在職中に急死した。ブラウンの遺体はナッシュビルのオリヴェット墓地に埋葬された。